# Арката (Орешари)
Навесът Арката е разположен на височина от 100 m в скалния масив на южния бряг на река Арда, близо до землището на село Орешари (Орешаре), област Кърджали, до моста на пътя за селото.
Археологическият обект се намира на територията на Защитена местност „Орешари“. Районът се отличава с характерния за Източните Родопи хълмист до нископланински релеф. Околните терени са заети от горно и средноеоценски седиментни, седиментно-вулканогенни и теригенни скали. Самата Арка е разположена в огромна карбонатна леща на еоценския разрез на десния бряг на реката.

## Описание и особености
Навесът се намира в западната част на варовиков масив и гледа на север, където на другия бряг на Арда се намира и покрития с изсечени в скалата трапецовидни ниши масив Кован кая (в превод от турски „Пчелен камък“), Скалните масиви със скално-изсечени структури Хамбар кая и Тракийското светилище „Градището“. От запад на изток по протежението на скалния масив с Арката, на нивото на навеса, са формирани осем неголеми пещери и пещери от тип навеси. В самата Арка има пещера и няколко скални ниши – навеси. Размерите на скалния навес са внушителни – около 80 × 30 m.
Сериозните научни изследвания на Арката започват едва от 2007 година, когато интердисциплинарен екип от учени с ръководители доц. Стефанка Иванова и Мария Гюрова започват археологическо проучване на обекта. Резултатите от тези проучвания са в основата на разрешаването на основни научни проблеми, свързани с културната принадлежност на пребиваващите в този район човешки групи, хронологическото определяне на периодите на заселване, мястото на този феноменален паметник в цивилизацията на човешките общности, обитавали този район на Балканския полуостров от началото на човешката история.

## Археологическо проучване
През археологическия сезон на 2008 година за пръв път за района на Източните Родопи са разкрити следи от неизвестно за този район много ранно обитаване от периода на Старокаменната епоха. В ниша, в източната част на Арката, е направен малък разузнавателен сондаж. На площ от 3 – 4 m² на дълбочина до около 0,6 – 0,8 m са разкрити повече от 100 кремъчни артефакти, кости и следи от огнища. Технико-типологическата характеристика на ансамбъла е отнесен към къснопалеолитната епоха. Регистрирана е характерната за този период (40 000 – 10 000 пр. Хр.) техника за производство на пластини, пластинки и микропластинки.
Групата на откритите ядра съдържа две праядра и две ядра; групата на оръдията е представена от четири артефакта – адровидно оръдие, многократен резец, стъргалка и фрагментиран граветски връх.
Група на полуфабрикатите съдържа 78 броя пластини (цели, върхови, основни и средни)
Пластините са с различни параметри, като тези с по-големи размери са със следи от подготовка на ядро или са резултат от начална експлоатация. Само няколко екземпляри са от двуплощадкови ядра, останалите са от еднопощадкови. Експлоатацията се е извършвала предимно с мека чукалка
Технико-типологическият състав на кремъчния ансамбъл подкрепя заключението на екипа археолози, че Арката е обитавана през къснопалеолитната епоха от общност, която е изработвала на място необходимите ѝ оръдия от местни кремъчни суровини. Голяма част от артефактите са изработени от суровини, взети от брега на река Арда.
Репрезентативна извадка от кремъчния ансамбъл е подложена на трасологическо проучване с японското оборудване в НАИМ при БАН, като е ползван дигитален микроскоп модел Kayence VHX-100k с увеличения 50x и 100х. Установено е, че артефактите са много добре запазени, със свежи ръбове, подходящи за трасологически анализ и без видими следи от постдепозиционни алтерации на повърхностите.
Характерът на представения ансамбъл позволява той да бъде отнесен към Граветския техно-културен комплекс на късния палеолит, който е добре представен в България. Първоначални заключения се потвърждават и от резултатите на фаунистичния анализ, направени от д-р Н. Спасов. На базата на няколко определяеми костни фрагмента са идентифицирани два вида едри бозайници с късноплейстоценска възраст – cf. Bison priscus и Equus germanicus. Към по-високото холоценско равнище са отнесени от същия изследовател останки от домашни и диви животни (говедо, благороден елен).
През археологическия сезон на 2009 година са проучени Пещера 5 и Пещера 7. Намерени са артефакти от къснопалеолитната епоха. Кремъчният ансамбъл, открит в Пещера 7, наброява 62 артефакта, сред които: 7 къса със следи от тестване на суровината, 4 ядра за отломъци, 33 отломъка, 12 пластини, 5 отпадъка и само 1 оръдие – атипична стъргалка от отломък.
Пещерите в проучвания участък са били ползвани за обиталища през периода на късния и вероятно средния палеолит, като активно са използвани и през ранните периоди на холоцена.